# Atletica leggera ai Giochi della XXX Olimpiade - Lancio del giavellotto maschile

Video ufficiale della Finale

Ai Giochi della XXX Olimpiade, la competizione del lancio del giavellotto maschile si è svolta l'8 e l'11 agosto presso lo Stadio Olimpico di Londra.

## Presenze ed assenze dei campioni in carica
Per i campionati europei si considera l'edizione del 2010.
| Competizione         | Atleta              | Prestazione | Londra 2012 |
| -------------------- | ------------------- | ----------- | ----------- |
| Olimpiadi 2008       | Andreas Thorkildsen | 90,57 m     | Presente    |
| Commonwealth 2010    | Jarrod Bannister    | 81,71 m     | Presente    |
| Europei 2010         | Andreas Thorkildsen | 88,37 m     | Presente    |
| Asiatici 2010        | Yukifumi Murakami   | 83,15 m     | Presente    |
| Panamericani 2011    | Guillermo Martínez  | 87,20 m     | Presente    |
| Africani 2011        | Julius Yego         | 78,34 m     | Presente    |
| Mondiali 2011        | Matthias De Zordo   | 86,27 m     | Presente    |
|                      |                     |             |             |
| Mondiali junior 2008 | Robert Szpak        | 78,01 m     | Non selez.  |

## La gara
La qualificazione sorride a il céco Vítězslav Veselý, che scaglia l'attrezzo a 88,34, miglior misura mondiale stagionale, e si candida per l'oro. Il secondo miglior lancio è del norvegese Andreas Thorkildsen, altro favorito per l'oro.
La finale è una storia diversa. Nei primi cinque turni, Vesely non va oltre 81,80 (terza prova). Il céco assiste interdetto alla prova superba di un atleta diciannovennte. Keshorn Walcott, che alla seconda prova si issa in testa alla classifica con un lancio a 84,58 metri.
Walcott, che non viene da una parte del mondo famosa per il giavellotto (i Caraibi), aveva vinto pochi mesi prima il titolo mondiale juniores della specialità. Ma nessuno pensava che potesse competere alla pari con i migliori specialisti assoluti. Per Walcott è il quarto lancio della sua giovane carriera oltre gli ottanta metri.
Al terzo turno l'ucraino Oleksandr P'jatnycja lo avvicina con un lancio a 84,51 m, che gli vale il secondo posto.
Per Vesely è una gara-no: riesce a migliorarsi all'ultimo turno (83,34), ma rimane fuori dal podio: terzo è il finlandese Antti Ruuskanen (84,12). Thorkildsen finisce sesto con 82,63.
Walcott è l'unico junior a vincere un titolo olimpico nell'atletica ai Giochi di Pechino ed è il primo atleta in assoluto a vincere nello stesso anno il titolo mondiale junior e il titolo olimpico nella stessa specialità.
L'ultimo titolo olimpico di Trinidad e Tobago nell'atletica risaliva al 1976, quando Hasely Crawford vinse i 100 metri.

## Squalifica per doping
Il 9 agosto 2016, Oleksandr P'jatnycja è stato squalificato dopo che i suoi campioni sono stati rianalizzati e sono risultati positivi al dehydrochlormethyltestosterone, uno steroide anabolizzante. La ridistribuzione delle medaglie è avvenuta nel 2017: Antti Ruuskanen ha ricevuto la medaglia d'argento e il ceco Vítězslav Veselý la medaglia di bronzo.

## Risultati

### Turno di qualificazione
Regole di qualificazione: si qualificano gli atleti che raggiungono la misura di 82,00 metri (Q) o i quelli con le 12 migliori risultati (q).
| Class. | Gruppo | Atleta                    | Nazionalità       | 1º    | 2º    | 3º    | Risultati | Note                                     |
| ------ | ------ | ------------------------- | ----------------- | ----- | ----- | ----- | --------- | ---------------------------------------- |
| 1      | B      | Vítězslav Veselý          | Rep. Ceca         | 88,34 | –     | –     | 88,34     | Q,                                       |
| 2      | A      | Andreas Thorkildsen       | Norvegia          | 76,20 | 84,47 | –     | 84,47     | Q                                        |
| 3      | B      | Tero Pitkämäki            | Finlandia         | 76,53 | x     | 83,01 | 83,01     | Q                                        |
| 4      | B      | Oleksandr P"jatnycja      | Ucraina           | 77,07 | 82,72 | –     | 82,72     | Q, dq                                    |
| 5      | A      | Spiridon Lebesis          | Grecia            | 81,80 | 82,40 | –     | 82,40     | Q                                        |
| 6      | A      | Stuart Farquhar           | Nuova Zelanda     | 82,32 | –     | –     | 82,32     | Q                                        |
| 7      | B      | Roderick Genki Dean       | Giappone          | 71,58 | 82,07 | –     | 82,07     | Q                                        |
| 8      | A      | Ari Mannio                | Finlandia         | 81,99 | x     | 76,25 | 81,99     | q                                        |
| 9      | B      | Julius Yego               | Kenya             | 79,10 | 79,33 | 81,81 | 81,81     | q                                        |
| 10     | B      | Keshorn Walcott           | Trinidad e Tobago | 78,91 | 76,44 | 81,75 | 81,75     | q                                        |
| 11     | B      | Antti Ruuskanen           | Finlandia         | 77,83 | 81,74 | x     | 81,74     | q                                        |
| 12     | A      | Tino Häber                | Germania          | 78,19 | 69,54 | 80,39 | 80,39     | q                                        |
| 13     | A      | Leslie Copeland           | Figi              | 77,00 | 80,19 | 72,52 | 80,19     | Miglior prestazione personale stagionale |
| 14     | A      | Roman Avramenko           | Ucraina           | 79,15 | 77,03 | 80,06 | 80,06     |                                          |
| 15     | A      | Uladzimir Kazlou          | Bielorussia       | x     | 79,10 | 80,06 | 80,06     |                                          |
| 16     | A      | Guillermo Martínez        | Cuba              | 75,39 | 80,06 | 77,22 | 80,06     |                                          |
| 17     | A      | Ainārs Kovals             | Lettonia          | 77,42 | 76,45 | 79,19 | 79,19     |                                          |
| 18     | B      | Kim Amb                   | Svezia            | x     | 71,85 | 78,94 | 78,94     |                                          |
| 19     | A      | Igor Janik                | Polonia           | 76,01 | 78,90 | x     | 78,90     |                                          |
| 20     | B      | Fatih Avan                | Turchia           | 78,74 | 78,20 | 78,87 | 78,87     |                                          |
| 21     | A      | Risto Mätas               | Estonia           | 70,34 | 78,56 | 76,30 | 78,56     |                                          |
| 22     | A      | Curtis Moss               | Canada            | 74,21 | 78,13 | 78,22 | 78,22     |                                          |
| 23     | B      | Craig Kinsley             | Stati Uniti       | 72,80 | 71,47 | 78,18 | 78,18     |                                          |
| 24     | A      | Yukifumi Murakami         | Giappone          | 76,37 | 77,80 | 77,77 | 77,80     |                                          |
| 25     | B      | Jakub Vadlejch            | Rep. Ceca         | x     | 77,61 | x     | 77,61     |                                          |
| 26     | B      | Dayron Marquez            | Colombia          | 75,15 | 77,59 | 76,50 | 77,59     |                                          |
| 27     | B      | Jarrod Bannister          | Australia         | 77,38 | 76,23 | x     | 77,38     |                                          |
| 28     | A      | Paweł Rakoczy             | Polonia           | 77,36 | 73,22 | 73,44 | 77,36     |                                          |
| 29     | A      | Ihab Abdelrahman El Sayed | Egitto            | 72,93 | 77,35 | 75,19 | 77,35     |                                          |
| 30     | B      | Braian Toledo             | Argentina         | 76,87 | x     | 73,30 | 76,87     |                                          |
| 31     | B      | Jung Sangjin              | Corea del Sud     | 76,37 | 74,77 | x     | 76,37     |                                          |
| 32     | A      | Cyrus Hostetler           | Stati Uniti       | 70,62 | 75,76 | 75,00 | 75,76     |                                          |
| 33     | A      | Ilya Korotkov             | Russia            | 75,68 | x     | x     | 75,68     |                                          |
| 34     | A      | Petr Frydrych             | Rep. Ceca         | 69,54 | 70,44 | 75,46 | 75,46     |                                          |
| 35     | B      | Mervyn Luckwell           | Gran Bretagna     | 74,09 | x     | x     | 74,09     |                                          |
| 36     | A      | Ivan Zaytsev              | Uzbekistan        | 73,07 | 73,94 | 71,39 | 73,94     |                                          |
| 37     | B      | Sean Furey                | Stati Uniti       | x     | 72,81 | 71,86 | 72,81     |                                          |
| 38     | A      | Vadims Vasilevskis        | Lettonia          | x     | 72,81 | x     | 72,81     |                                          |
| 39     | B      | Melik Janoyan             | Armenia           | 72,64 | 70,81 | 68,72 | 72,64     |                                          |
| 40     | B      | Matija Kranjc             | Slovenia          | 72,63 | 69,70 | 71,17 | 72,63     |                                          |
| 41     | A      | Qin Qiang                 | Cina              | 72,29 | 68,76 | 65,28 | 72,29     |                                          |
| 42     | B      | Bartosz Osewski           | Polonia           | x     | x     | 71,19 | 71,19     |                                          |
| –      | B      | Matthias De Zordo         | Germania          | x     | x     | x     | nm        |                                          |
| –      | B      | Zigismunds Sirmais        | Lettonia          | x     | x     | x     | nm        |                                          |

### Finale
| Primatista mondiale   | 98,48 m (1996) | Jan Železný      | Rit. 2006 |
| Primatista stagionale | 88,11 m (7/6)  | Vítězslav Veselý | Presente  |

1. ↑  Alla data del 20 luglio 2012.

| Class.  | Atleta               | Età     | Paese             | 1º    | 2º    | 3º    | 4º    | 5º    | 6º    | Risultati | Note             |
| ------- | -------------------- | ------- | ----------------- | ----- | ----- | ----- | ----- | ----- | ----- | --------- | ---------------- |
| Oro     | Keshorn Walcott      | 19      | Trinidad e Tobago | 83,51 | 84,58 | x     | 80,64 | x     | –     | 84,58     | Record nazionale |
| Argento | Antti Ruuskanen      | 28      | Finlandia         | 79,60 | 81,09 | 81,60 | 81,97 | 84,12 | 79,88 | 84,12     |                  |
| Bronzo  | Vítězslav Veselý     | 29      | Rep. Ceca         | x     | 81,69 | 81,80 | x     | 80,32 | 83,34 | 83,34     |                  |
| 4       | Tero Pitkämäki       | 30      | Finlandia         | 77,33 | 82,68 | 80,67 | 80,46 | 82,80 | 82,53 | 82,80     |                  |
| 5       | Andreas Thorkildsen  | 30      | Norvegia          | x     | 82,63 | x     | 81,70 | x     | x     | 82,63     |                  |
| 6       | Spiridon Lebesis     | 25      | Grecia            | 81,21 | 81,91 | 81,27 | 80,36 | x     | 79,45 | 81,91     |                  |
| 7       | Tino Haber           | 30      | Germania          | 75,99 | 74,33 | 81,21 | 79,95 | 75,36 | 75,85 | 81,21     |                  |
| 8       | Stuart Farquhar      | 30      | Nuova Zelanda     | 75,80 | 75,64 | 80,22 | –     | –     | –     | 80,22     |                  |
| 9       | Roderick Genki Dean  | 21      | Giappone          | x     | 79,95 | x     | –     | –     | –     | 79,95     |                  |
| 10      | Ari Mannio           | 25      | Finlandia         | 77,60 | 77,71 | x     | –     | –     | –     | 77,60     |                  |
| 11      | Julius Yego          | 23      | Kenya             | 72,59 | 77,15 | 74,08 | –     | –     | –     | 77,15     |                  |
| dq      | Oleksandr P"jatnycja | Ucraina | 77,47             | 81,61 | 84,51 | 81,53 | 81,01 | 83,53 | 84,51 | dq        |                  |